# Norra Ångermanlands domsagas valkrets
Norra Ångermanlands domsagas valkrets var i valen till andra kammaren 1866–1878 en egen valkrets med ett mandat. Valkretsen, som ungefär motsvarade dagens Örnsköldsviks kommun, delades vid riksdagsvalet 1881 upp i två nya valkretsar, Nätra och Nordingrå tingslags valkrets samt Själevads och Arnäs tingslags valkrets. 

## Riksdagsmän
- Per Olof Hörnfeldt, min 1867, nylib 1868, lmp 1869–1879 (1867–1879)
- Per Gustaf Näslund, lmp (1880–1881)